# Compsomelissa seyrigi
Compsomelissa seyrigi là một loài Hymenoptera trong họ Apidae. Loài này được Benoist mô tả khoa học năm 1962.